# Glum

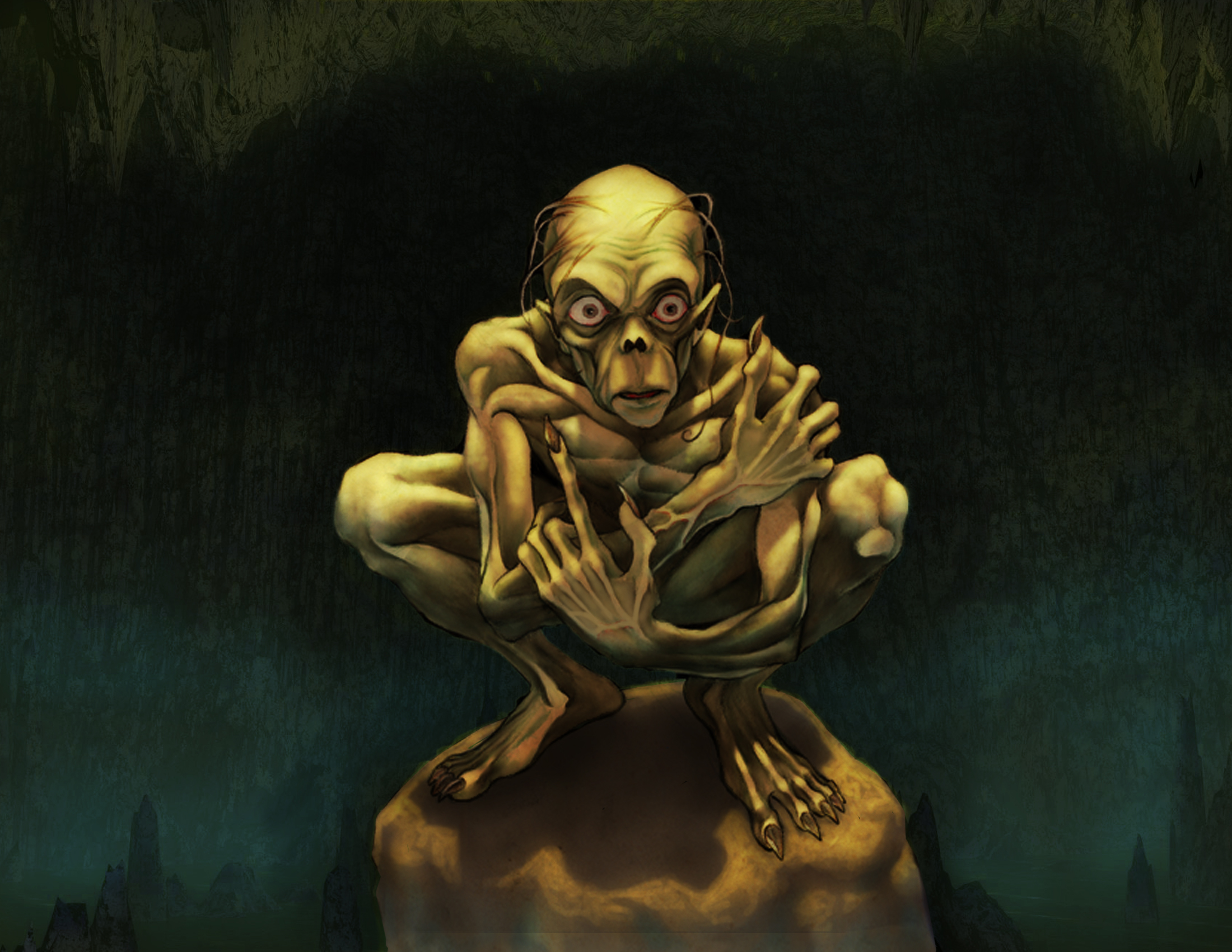
Zlatá Socha

Glum – Sméagol (anglicky Gollum) je fiktivní postava vytvořená spisovatelem J. R. R. Tolkienem. Poprvé se objevil v Tolkienově fantasy románu Hobit a později se stal důležitou vedlejší postavou v autorově epické trilogii Pán Prstenů. Jeho původní jméno bylo Sméagol, později ho nazývali Glum podle zvuku, který vydával svým hrdlem. K počítačovému vytvoření Gluma vedly nové CGI technologie, poprvé vyzkoušené ve filmu Jurský park.

## Život
Sméagol byl nejzvídavějším členem bohaté hobití rodiny, patrně příbuzné se Staty, která žila na břehu Velké řeky poblíž Kosatcových polí. Asi v roce 2463 Třetího věku si s bratrancem jménem Déagol vyjeli na člunu ke Kosatcovým polím a lovili ryby. Zabrala velká a strhla Déagola pod vodu, ten u dna uviděl něco třpytivého, hrábl po tom a získal Jeden prsten. Sméagol jej ale pozoroval, zatoužil po jeho nálezu a když mu ho přítel nechtěl dát, zabil ho. Neviditelnost, kterou prsten propůjčoval, pak užíval ke zlomyslnostem a špehování druhých, až se stal neoblíbeným, byl nazván Glumem a bába rodu jej vyhnala. Schoval se do jeskyní pod horami a tam mocí Prstenu žil nepřirozeně dlouho po více než 500 let a změnil se k nepoznání.
Roku 2941 však Prsten ztratil, aby jej nalezl Bilbo Pytlík, Glum si však domyslel, kdo jej o Prsten připravil. V roce 2944 touha po něm přemohla jeho strach a po Bilbových stopách se dostal až do Esgarothu a ulic Dolu. Postupně zjistil, kde Bilba najít, a vydal se za ním, ale roku 2951 jej pověst o Stínu na jihu přiměla ke změně směru. Myslel si, že tam najde přátele, kteří mu pomohou k pomstě. V roce 2980 se seznámil na okraji Mordoru s Odulou. Sauronovi služebníci jej však nakonec chytili a odvedli k výslechu, kde prozradil, co věděl. Roku 3017 byl z Mordoru propuštěn a zajal ho Aragorn v Mrtvých močálech, který jej zavedl k Thranduilovi v Temném hvozdu. V červnu příštího roku byli Thranduilovi elfové napadeni skřety a Glum osvobozen. Někdy kolem srpna ve snaze uniknout pronásledování našel útočiště v Morii.
Tam čekal poblíž Západní brány Morie až 13. ledna 3019 narazil na Společenstvo prstenu a začal jej sledovat. Na hranicích Lórienu unikl před elfy po proudu Stříberky k jihu. 16. února pozoroval ze západního břehu odjezd družiny a pak plaval za ní. 29. února dostihl Froda a Sama na svazích Emyn Muilu, napadl je, ale byl přemožen. Život si zachránil tím, že přísahal při Prstenu, že jim bude pomáhat.
Provedl hobity přes Mrtvé močály na dohled Černé brány, kde Frodovi zabránil vstoupit a přesvědčil jej, aby se raději nechal vést k jeho tajné cestě. Když Froda zajal v Ithilienu Faramir, Glum vyklouzl. Před ránem 8. března ale sám nevědomky přišel do tajného úkrytu, zapovězené tůně v Henneth Annûn a Frodo jej musel, aby mu zachránil život, nalákat do pasti, aby ho gondorští vojáci mohli snadno zajmout. To Glum vnímal jako zradu, kterou mohl ospravedlnit své vlastní temné záměry. Po tajné návštěvě Oduly 11. března sice Glum dostal poslední příležitost se napravit, když při pohledu na spícího Froda pocítil lítost, ale tento okamžik až příliš snadno zkazil Sam. Příští den večer zavedl oba hobity do doupěte Oduly a tam je opustil. Když se navzdory jeho zradě dostali z tunelu, přepadl Sama právě ve chvíli, kdy na Froda útočila Odula a zabránil mu tak pomoci. Sam se Glumovi ubránil a ten proto uprchl.
Glum pronásledoval oba hobity až je 25. března dostihl na svazích Hory osudu. Pochopil jejich úmysl a v zoufalství je napadl, ale byl přemožen. Samovi se jej zželelo a i když jej nejprve chtěl zabít, nedokázal to a nechal ho běžet. Glum ale odešel jen naoko, obrátil se a podruhé hobity přepadl na samém okraji propasti. Srazil Sama k zemi, skočil na neviditelného Froda, zápasil s ním, ukousl Frodovi prst a zmocnil se Prstenu. V záchvěvu štěstí udělal krok navíc a padl do Pukliny Osudu, čímž byl zničen nejen Prsten, ale zahynul i Glum.